# كريسي ويلينغتون
كريستين آن ويلينجتون (من مواليد 18 فبراير 1977) هي لاعبة ثلاثية إنجليزية محترفة سابقة، وبطلة العالم ببطولة الرجل الحديدي في الترياتلون أربع مرات. لقد حملت جميع الأرقام القياسية العالمية والبطولات الثلاثة المتعلقة بـ مسافة الرجل الحديدي في سباقات الترياتلون: أولاً، الرقم القياسي العالمي الإجمالي، ثانيًا، الرقم القياسي لدورة بطولة العالم للرجل الحديدي (من عام 2009 حتى قامت ميرندا كارفري بتخفيضه في عام 2013)، وثالثًا، الرقم القياسي العالمي الرسمي لجميع سباقات الترياتلون التي تحمل علامة الرجل الحديدي على مسافة الرجل الحديدي الكاملة.
فازت ببطولة العالم لثلاث سنوات متتالية (2007-2009)، لكنها لم تتمكن من بدء سباق بطولة العالم 2010 بسبب المرض، في حين أنها كانت تعاني من إصابات شديدة لدرجة أن مدربها السابق بريت سوتون قال إنها يجب أن "لا حتى تكون على خط البداية"، استعادت اللقب في عام 2011. وهي أول رياضية بريطانية تحمل بطولة العالم للرجل الحديدي للترياتلون، ولم تهزم في جميع البطولات الثلاثة عشر. إنها اللاعبة الثلاثية الوحيدة، ذكرًا كان أو أنثى، التي فازت ببطولة العالم بعد أقل من عام من تحوله إلى الاحتراف، وهو إنجاز وصفه اتحاد الترياتلون البريطاني بأنه "إنجاز رائع، ويعتبر مهمة شبه مستحيلة بالنسبة لـ أي رياضي يتسابق كمبتدئ في أول بطولة عالمية للرجل الحديدي."

لقد خفضت الرقم القياسي العالمي في جميع المناسبات الثلاث (2009-2011) التي تسابقت فيها تشالنج روث في غوت في بافاريا، ألمانيا. سجلها البالغ 8 ساعات و18 دقيقة و13 ثانية هو أسرع بأكثر من 32 دقيقة من الرقم القياسي الذي استمر من 1994 إلى 2008، عندما حطمته إيفون فان فليركين بما يزيد قليلاً عن 5 دقائق. بعد الرقم القياسي العالمي الذي حققته في عام 2010، وصفها مدربها السابق بريت سوتون ويلينغتون بأنها 
"شخصية تتمتع بتميز رياضي دولي حقيقي لا يطغى عليه أحد في أي رياضة أخرى."
صمد الرقم لمدة 12 عامًا حتى حددت دانييلا ريف وقتًا قدره 8 ساعات و8 دقائق و21 ثانية في يونيو 2023.
سجلت بدورة باولا نيوبي-فريزر في بطولة العالم للرجل الحديدي ظل الرقم قائمًا لمدة 17 عامًا حتى حطمته ويلينجتون في عام 2009. وفي وقت تقاعدها، حققت ويلينجتون أسرع أربع مرات سجلتها امرأة على الإطلاق في بطولة العالم للرجل الحديدي. كان لديها أكبر عدد من الأوقات أقل من 9 ساعات، أكثر من الرقم القياسي السابق لنيوباي فريزر. بالإضافة إلى ألقاب الرجل الحديدي، كانت أيضًا بطلة العالم للفئة العمرية في الاتحاد الدولي للترياتلون (ITU) لعام 2006 وبطلة العالم في بطولة العالم للترياتلون لمسافات طويلة في الاتحاد الدولي للاتصالات في عام 2008.
قبل أن تصبح رياضية محترفة، عملت ويلينجتون لدى الحكومة البريطانية كمستشارة في التنمية الدولية وفي مشاريع التنمية في نيبال. ولا تزال التنمية الدولية واحدة من اهتماماتها. وهي تشارك بنشاط في دعم الجمعيات الخيرية المتعلقة بالتنمية الدولية ودعم وتشجيع النساء والفتيات على ممارسة الرياضة.
أصبحت سفيرة لـ مؤسسة بلازمان، بعد لقائها بوالدي جون بليس في أول بطولة عالمية لها، حيث أدت "لفة بلازمان" تخليدًا لذكراه عند خط النهاية لجميع سباقات الترياتلون الخاصة بها منذ ذلك الحين. ثم ناضلت من أجل المساواة الكاملة للمرأة في الجوائز المالية والرعاية والتقارير الإعلامية للرياضة، وتكافؤ الفرص، لا سيما في ركوب الدراجات، حتى تتمكن المرأة من المنافسة بنفس الشروط، وعلى نفس مسافات السباق، مثل الرجال. كانت عضوة مؤسسة في طواف فرنسا للسيدات، التي قامت بحملة من أجل جولة نسائية وإدخال تحسينات على ركوب الدراجات للسيدات بشكل عام.

## النشأة
ولدت كريستين ويلينجتون في بوري سانت ادموندز، سوفولك ونشأت في فيلتويل، وهي قرية صغيرة في ثيتفورد. كانت سباحة تنافسية عندما كانت مراهقة، وواصلت السباحة لجامعتها. تصف نفسها بأنها "طفلة رياضية، تسبح، وتلعب الهوكي، وتجري، ولكنها لا تتفوق أبدًا ودائمًا ما تكون أكثر اهتمامًا بالجانب الاجتماعي من المشهد الرياضي". لقد تلقت تعليمها. في مدرسة داونهام ماركت الثانوية، حيث كانت عضوة في معظم الفرق الرياضية المدرسية، لكنها "ركزت على دراستها أكثر مما ركزت على الوصول إلى إمكاناتي الكاملة على أرض الملعب."

## المهنة
بعد تخرجها بمرتبة الشرف الأولى في الجغرافيا من جامعة برمنغهام في عام 1998، سافرت ويلينجتون حول العالم لمدة عامين لآرس، والتي وصفتها بأنها تفتح عينيها على "العديد من المشاكل الموجودة في العالم، ولكن أيضًا على فرصة التغيير الإيجابي". في عام 2000، بدعم من منحة دراسية بقيمة 10000 جنيه إسترليني من مجلس البحوث الاقتصادية والاجتماعية، التحقت بدورة ماجستير الآداب في دراسات التنمية في جامعة مانشستر. تخرجت بأمتياز في أكتوبر 2001، وانضمت إلى الوكالة الحكومية البريطانية وزارة البيئة والغذاء والشؤون الريفية (المملكة المتحدة) في لندن للعمل في مجال سياسة التنمية الدولية. وفي وزارة البيئة والغذاء والشؤون الريفية، كانت جزءًا من الفريق الذي تفاوض نيابة عن المملكة المتحدة في القمة العالمية للتنمية المستدامة، وشاركت في متابعة التزامات حكومة المملكة المتحدة بشأن المياه والصرف الصحي. كما عملت أيضًا على سياسة إعادة الإعمار البيئي في مرحلة ما بعد الصراع.
بعد خيبة أملها من "البيروقراطية والضغط على الورق"، حصلت ويلينجتون في سبتمبر 2004 على إجازة تفرغ من وزارة الشؤون الخارجية وشؤون الأجانب للعمل في نيبال لدى إعادة إعمار الريف في نيبال (RRN)، وهي منظمة تنمية نيبالية منظمة غير حكومية. من مقرها في العاصمة كاتماندو، قامت بإدارة مخطط الصرف الصحي الشامل بقيادة المجتمع المحلي في ساليان، وهي منطقة متأثرة بالنزاع في غرب البلاد. كما قامت أيضًا بالعديد من المهام الأخرى لـ إعادة إعمار الريف في نيبال، بما في ذلك إعداد مقترحات المشاريع وتحرير الكتب وكتابة الأوراق.
عند مغادرتها نيبال في نهاية عام 2005، سافرت إلى نيوزيلندا وتسمانيا والأرجنتين قبل أن تعود إلى وظيفتها القديمة في زارة البيئة والغذاء والشؤون الريفية، في مايو 2006. تركت هذه الوظيفة في فبراير 2007 لتصبح رياضية ثلاثية محترفة.

## مهنة الترياتلون (الهواة)
كان أول سباق ثلاثي لويلينجتون في إيتون سوبر سبرينتس في 16 مايو 2004، حيث احتلت المركز الثالث. بعد شهرين، فازت بهذا السباق في كلتا المناسبتين، وحصلت على المركزين الرابع والثالث على التوالي.
كان عليها أن تؤجل سباق الترياتلون الخاص بها من أجل إجازتها في نيبال، حيث كان مقرها في كاتماندو، على ارتفاع 1350 مترًا (4430 قدمًا). كل صباح قبل العمل كانت تتجول في الريف المجاور على دراجتها الجبلية، مع مجموعة من راكبي الدراجات الأجانب والنيباليين المعروفين باسم "فريق الدراجات المنغولي". عندما كانت تتجول في القرى النائية على دراجتها الجبلية، كانت تضطر في كثير من الأحيان إلى الانتظار حتى يلحق بها زملائها.
خلال عطلة دينية، أمضت أسبوعين في ركوب الدراجة مع الأصدقاء على بعد حوالي 1400 كيلومتر من لاسا، عاصمة التبت إلى كاتماندو، وعبور الممرات الجبلية التي يزيد ارتفاعها عن 5000 متر، وتحمل العواصف الرملية والعواصف الثلجية، والوصول إلى المعسكر الأساسي على الجانب الشمالي من جبل إيفرست على ارتفاع 5208 مترًا (17090 قدمًا). يعتقد مدربها، بريت سوتون، أن هذه التجربة كانت مفيدة جدًا للتدريب على الارتفاع لمسيرتها المهنية اللاحقة، بينما تعتبر ويلينغتون نفسها أنها أعطتها القوة العقلية الدائمة.

لاحظ أصدقاؤها في نيبال أنها لم تفوت أبدًا جولة صباحية بالدراجة، سواء كانت مريضة أم لا:
"قول كريسي، "أوه، لدي خلل في المعدة" 
كان بمثابة إلقاء التحية كل يوم، ولكن بغض النظر عن عدد الحشرات الموجودة بالداخل قال أحد الأصدقاء:
"كانت بطنها دائمًا تدرب وتدفع نفسها كل ثانية"، مضيفًا: "لقد تساءلنا جميعًا عن مدى سرعتها إذا لم يكن لديها أي حشرات، وكانت تلك الفكرة مخيفة."
في فبراير 2006، شاركت في سباق من الساحل إلى الساحل، وهو سباق تحمل بطول 243 كم لمدة يومين عبر جبال الألب الجنوبية في نيوزيلندا. الجري وركوب الدراجات والتجديف. لقد احتلت المركز الثاني في هذا السباق، على الرغم من عدم وجود أي خبرة سابقة لها في التجديف، باستثناء بعض التدريبات القصيرة قبل السباق. بعد وقت قصير من عودتها إلى المملكة المتحدة، فازت بسباق الترياتلون الأولمبي في شروبشاير لعام 2006. وقد أهلها ذلك لدخول بطولة الاتحاد الدولي للاتصالات للمجموعة العمرية في لوزان، سويسرا، وهو اللقب الذي فازت به. في 2 سبتمبر 2006، بفوزها على أقرب منافسيها بفارق 4 دقائق وثانيتين. قالت لاحقًا إنها 
"تدربت بشدة على هذا السباق لمدة 10 أسابيع، وركضت لمدة 20 ساعة في الأسبوع"
خلال هذه الفترة، مثل معظم الرياضيين الهواة، واصلت أيضًا دخول سباقات الجري. لقد سبق لها أن أدارت ماراثون لندن للأعمال الخيرية في عام 2002، وانتهت في 3:08:17، مما يجعلها أسرع امرأة من نادي الجري الخاص بها في هذا السباق. دفعتها هذه النتيجة للحصول على مدرب جري، فرانك، الذي اعتبرته "أسطوريًا وملهمًا دائمًا"، وأن تأخذ تدريب الجري على محمل الجد بشكل أكبر. كانت تأمل في تحسين وقت ماراثون لندن في أبريل 2003، ولكن في مارس/آذار اصطدمت بسيارة أثناء ركوب دراجتها الهوائية في كلافام. أدى الحادث إلى ورم دموي في فخذها الأيسر، مما تسبب في التهاب العضلات التعظمي، مما سبب في نمو نتوء عظمي بطول 5 سم من عظم الفخذ. بسبب عدم قدرتها على خوض الماراثون، عادت للسباحة مرة أخرى، مما دفعها إلى تجربة سباق الترياتلون في عام 2004.
بعد فوزها بالاتحاد الدولي للاتصالات، شاركت في سباقات اختراق الضاحية لأول مرة، كوسيلة لبناء القوة في سباقات الترياتلون الخاصة بها. تمتعت ببعض النجاح في أحداث اختراق الضاحية من الدرجة بي وسي في جميع أنحاء لندن، حيث فازت بالعديد من السباقات بما في ذلك بطولة جنوب التايمز في ديسمبر 2006.

## مهنة الترياتلون (المحترفة)

### 2007-2008: الحياة مع فريق تي بي بي(TBB) تحت قيادة بريت سوتون

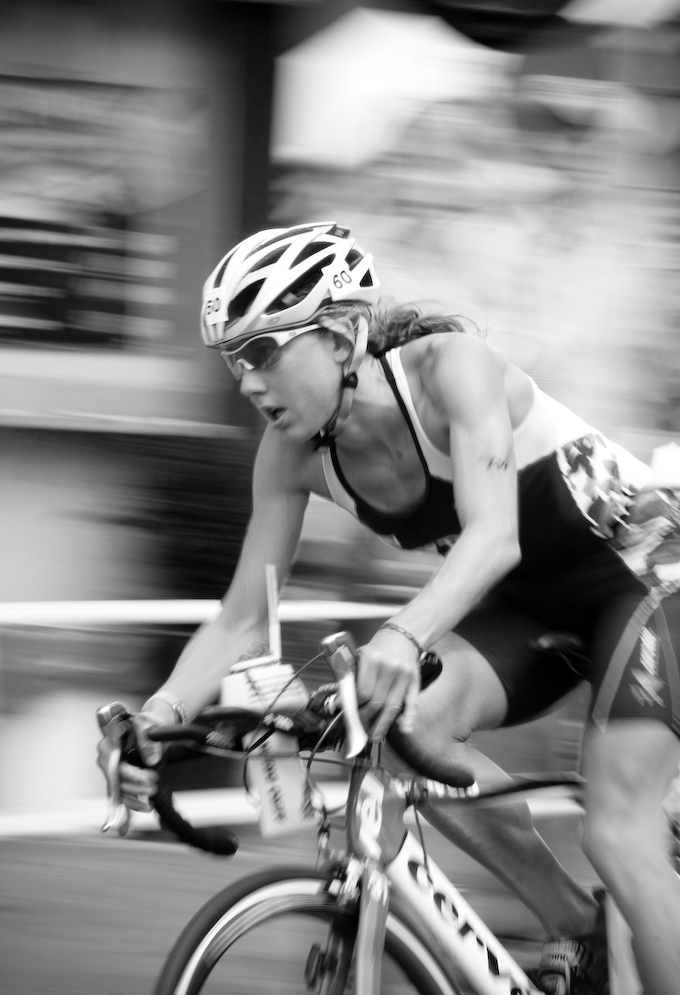
تنافس كريسي ويلينجتون في بطولة 2008 فرانكفورت.

بعد فوزها بلقب العالم للهواة، بدأت ويلينجتون تفكر في المخاطرة بالتخلي عن وظيفتها لتصبح لاعبة ثلاثية محترفة. في يناير 2007، وبناءً على توصية أحد الأصدقاء، سافرت إلى سويسرا لتطلب رأي مدرب الترياتلون الأسترالي بريت سوتون. وفي غضون 5 أيام، سلمت إشعارها إلى وزارة البيئة والغذاء والشؤون الريفية (المملكة المتحدة)، وفي فبراير سافرت إلى تايلاند للانضمام إلى فريق تي بي بي التابع لشركة اتونف في مقاطعة بوكيت.
أصبحت محترفة بهدف سباقات المسافات القياسية، وحققت نجاحًا مبكرًا، حيث فازت بمسابقات المسافات الأولمبية في بانكوك وخليج سوبيك، ثم عادت إلى المملكة المتحدة حيث فازت بسباق مسافة السرعة، في قصر بلاينهايم. في وقت لاحق من نفس الشهر، شاركت في أول حدث للمسافات الطويلة، وهو سباق نصف الرجل الحديدي في المملكة المتحدة في ويمبلبول، لكنها عانت من مشاكل ميكانيكية في دراجتها (أجبرتها على تسلق تلال إكسمور شديدة الانحدار في سرعة عالية جدًا) وانتهت في المركز الخامس. عادت إلى مستوى الفوز بعد ستة أيام فقط، في سباق الترياتلون الأقصر بزيورخ.
في 1 أغسطس 2007، واجهت ويلينجتون أصعب تحدٍ لها حتى الآن، وهو سباق المسافات الطويلة ألب دويز الترياتلون، المعروف بحرارة الصيف الصعبة وارتفاعه وتسلقه الصعب على مرحلتي الدراجة والجري. على الرغم من تعرضها للثقب وإجبارها على الخروج عن الطريق من قبل مركبة قادمة أثناء نزول سريع، أنهت مرحلة الدراجة في 19 دقيقة و30 ثانية أمام أقرب منافس لها، سيون جونغسترا، ووسعت تقدمها في مرحلة الجري لتفوز بالسباق بما يزيد عن 29 دقيقة، لتحتل المركز التاسع بشكل عام.

قرب نهاية شهر يوليو، اقترح مدربها أنها مستعدة للمشاركة في سباق الرجل الحديدي، على الرغم من الحجم المنخفض نسبيًا لتدريبها. قالت عن سوتون، 
"كان تدريبي موجهًا أكثر إلى المسافة القياسية، مع ليس حجمًا كبيرًا. لا يبدو أنني بحاجة إلى عمل كبير الحجم مثل الجري لمدة ثلاث ساعات. لم أفعل شيئًا من هذا منذ أن كنت مع بريت. بعض الفتيات الأخريات سيفعلن ذلك. وهذا هو سبب قيامه بذلك لديه القدرة على اكتشاف الإمكانات حتى لو لم يتمكن الرياضي من ذلك. وقالت إنني مستعدة حتى في التدريب الذي كنت أقوم به."
بعد 10 أيام من التأقلم في قاعدة فريقها في تايلاند، فازت ويلينغتون بالرجل الحديدي الكوري، في ظروف شديدة الحرارة، حيث أنهت السباق متقدمة بأكثر من 50 دقيقة عن المركز الثاني ياسوكو ميازاكي، في المركز السابع بشكل عام. من خلال فوزها بهذا السباق، حصلت على مكان للسباق في بطولة العالم للرجل الحديدي في هاواي.

#### أول فوز ببطولة العالم للرجل الحديدي
في 13 أكتوبر 2007 (14 أكتوبر)، فازت ويلينجتون بلقب الرجل الحديدي بطولة العالم في كايلوا-كونا، بالإضافة إلى جائزة مالية قدرها 110،000 دولار أمريكي. أنهت السباق في 9:08:45، متقدمة بخمس دقائق على سامانثا ماكجلون، حيث ركضت الماراثون في 2:59:58، وهو ثاني أسرع وقت تسجله امرأة حتى الآن في هاواي. وصف فوزها بأنه "أكبر مفاجأة في تاريخ الرجل الحديدي في هاواي"، "وهو إنجاز رائع، يعتبر مهمة شبه مستحيلة لأي رياضي يتسابق كمبتدئ. في أول بطولة عالمية للرجل الحديدي" و"واحدة من أكبر الصدمات في تاريخ الرياضة."

#### 2008: موسم جديد
في سباق الرجل الحديدي أستراليا الترياتلون في أبريل 2008، وهي أول بطولة رجل حديدي لها منذ هاواي، فازت ويلينجتون مرة أخرى بفارق خمس دقائق، وحصلت على المركز التاسع في الترتيب العام. تغلبت على وقت الماراثون الخاص بها وهو 3:01:53 من قبل رجلين فقط. بعد عشرين يومًا فقط، حاولت المشاركة بأول سباق لها بكأس العالم، وهوتونج يونج بي جي الترياتلون في كوريا، لكنها لم تتمكن من احتلال المركز الثاني والعشرين. كتبت: 
"إذا حكمت على كل يوم من خلال ما إذا كنت سأفوز أم أخسر، فإن الأمس سيعتبر" يومًا سيئًا ". ولكني بحاجة أن أحظى بهذه الأيام، لأن "الهزائم" تكشف نقاط ضعفي، وتمكنني من النمو والتعلم والتطور كرياضي."

#### بطلة أوروبا
في سباق بطولة الرجل الحديدي الأوروبية الذي أقيم في فرانكفورت، ألمانيا في 6 يوليو 2008، في ظروف مناخية مثالية، سجلت ويلينغتون ثاني أسرع وقت حتى الآن لامرأة على مسافة الرجل الحديدي، فقط 32 ثانية خارج الرقم القياسي العالمي الذي سجله نيوباي فريزر وهو 8:50:53 سجل في سباق الرجل الحديدي الأوروبي عام 1994، والذي أقيم بعد ذلك في غوت. كان المتفرجون على علم بذلك طوال السباق كانت ويلينجتون قريبة من تحطيم الرقم القياسي العالمي، لكنها لم تكن تعرف بالضبط ما هو، وفضلت على أية حال الإبطاء للاحتفال بفوزها في الكيلومترات القليلة الماضية، وتبادلت التحيات والتحية مع الجمهور. قال مدربها إن خطتها كانت "القيام بالأمر بسهولة قدر الإمكان" بمجرد وصولها إلى المقدمة.

#### ألب دويز

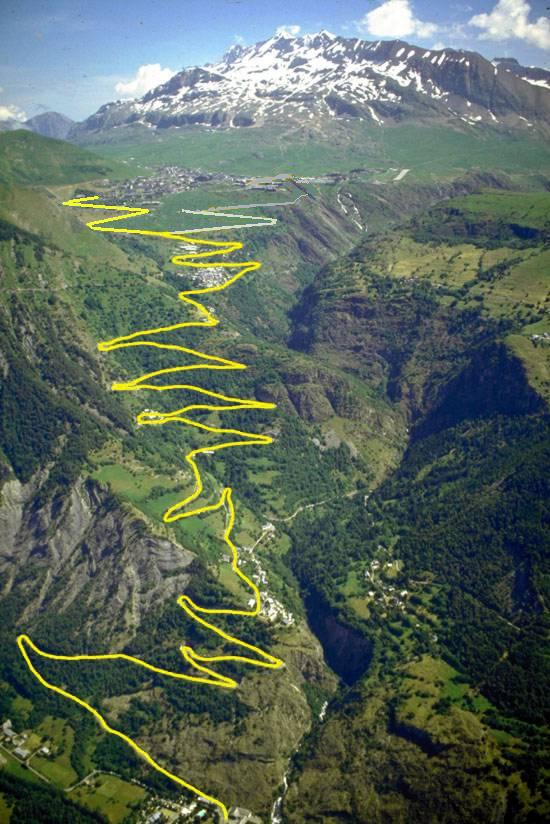
الانحناءات الـ 21 سيئة السمعة.

في وقت لاحق من ذلك الشهر، احتفظت بلقبها في سباق المسافات الطويلة ألب دويز الترياتلون، واحتلت المركز الثاني في الترتيب العام، بفارق أكثر من 25 دقيقة عن صاحبة المركز الثاني ألكساندرا لويسون ودقيقة واحدة فقط و23 ثانية خلف الرجل الفائز، ماركوس أورنيلاس. سجلت أسرع وقت إجمالي لصعود 21 منعطف.

### فوز الرجل الحديدي في الشوط الأول
في محاولتها السابقة لمسافة نصف الرجل الحديدي، احتلت ويلينجتون المركز الخامس والثالث.
في 17 أغسطس 2008، حققت أول فوز لها على مسافة نصف الرجل الحديدي في سباق تيمبرمان 70.3 للترياتلون في غيلفورد (نيوهامشير)، حيث احتلت المركز السادس في الترتيب العام، بفارق 18 دقيقة عن الوصيفة أماندا ستيفنز.

#### بطلة العالم للمسافات الطويلة في الاتحاد الدولي للاتصالات والفوز ببطولة العالم للرجل الحديدي للمرة الثانية
بعد أسبوعين من فوزها بتيمبرمان، التقت ويلينجتون بحاملة الرقم القياسي العالمي لمسافة الرجل الحديدي، "إيفون فان فليركين" في مواجهة طال انتظارها لبطولة العالم للمسافات الطويلة للاتحاد الدولي للاتصالات اللقب. فازت ويلينجتون "بأداء مهيمن" بأكثر من 17 دقيقة أمام الدنماركي شارلوت كولترز. أنهى فان فليركين المركز الثالث بفارق 19 دقيقة خلف ويلينغتون.
في أكتوبر، عادت ويلينجتون إلى كونا كبطلة مدافعة واحتفظت بلقبها، مسجلة رقمًا قياسيًا جديدًا في مسار ماراثون هاواي قدره 2:57:44. على الرغم من خسارتها حوالي 10 دقائق بسبب ثقب في الإطار، وهو تأخير كان من الممكن أن يكون أكبر لو لم تعطها زميلتها المنافسة ريبيكا كيت خرطوشة احتياطية من ثاني أكسيد الكربون، فقد أنهت حوالي 15 دقيقة من السباق. بفارق دقائق عن صاحبة المركز الثاني إيفون فان فليركين.

#### مغادرة فريق تي بي بي (TBB)
في 27 أكتوبر، أعلنت ويلينجتون أنها ستترك فريق تي بي بي ومدربهم بريت سوتون مع هيلاري بيسكاي وبليندا جرانجر للتدريب تحت قيادة المدرب الجديد كليف إنجليش. قالت: 
أنا مدينة بالكثير لبريت وفريق تي بي بي. كان بريت هو من نصحني بأن أصبح محترفة، وطلب مني أن أمارس رياضة الرجل الحديدي وقام بتدريبي للفوز ببطولتين عالميتين للرجل الحديدي. ليس هذا فحسب، بل إن إطار عمل الفريق مكنني من التدرب مع بعض أفضل الرياضيين في العالم؛ للنمو والتطور كشخص وتعلم بعض الدروس المهمة للغاية. مع الفريق، وصلت إلى مستويات لم أكن أعتقد أنها ممكنة أبدًا، ولهذا أنا ممتنة حقًا. يركز فريق تي بي بي على مساعدة "الرياضيين التنمويين" الذين قد لا تتاح لهم الفرصة للنجاح في سباق الترياتلون الاحترافي. لم أعد ملائمًا لإطار عملهم، ومن ثم فقد حان الوقت بالنسبة لي للمضي قدمًا.

### 2009-2011: الحياة بعد فريق تي بي بي (TBB)

#### أول رقم قياسي عالمي في روث
على الرغم من معاناتنا من الهربس نطاقي، سجلت لينجتون رقمًا قياسيًا جديدًا لسباقات الترياتلون لمسافة الرجل الحديدي البالغة 8:31:59 في 12 يوليو 2009 في تحدي كويل روث، متغلبة على الرقم القياسي الذي سجلته إيفون فان فليركين قبل عام على نفس المسار. بمقدار 13 دقيقة و49 ثانية.

ريبيكا كيت، التي احتلت المركز الثاني بفارق 7 دقائق و 25 ثانية خلف ويلينجتون، تغلبت أيضًا على توقيت فان فليركين. كان وقت دراجة ويلينجتون (4:40:28) رقمًا قياسيًا عالميًا جديدًا. كتب المعلق تيموثي كارلسون، 
"المرأة الخارقة كريسي ويلينجتون لم تحطم الرقم فحسب، بل طمست الرقم القياسي العالمي لمسافة الحديد للسيدات بعمر عام واحد اليوم."
في أغسطس، تخلت ويلينجتون عن مدربها سيمون ليسينج لتصبح مدربة ذاتيًا.

#### الفوز ببطولة العالم للرجل الحديدي للمرة الثالثة
في أكتوبر، فازت ويلينجتون بـ بطولة العالم للمرة الثالثة برقم قياسي جديد قدره 8:54:02، متغلبة على الرقم القياسي الذي سجلته باولا نيوبي فريزر وهو 8:55: لقد احتلت المركز 28 منذ عام 1992. لقد أنهت السباق بفارق 19 دقيقة و57 ثانية عن المركز الثاني ميريندا كارفري، بطلة العالم لعام 2007 الرجل الحديدي 70.3 التي ركضت في أول سباق للرجل الحديدي لها زمن ماراثون قدره 2:56:51، أسرع بثلاث وخمسين ثانية من الرقم القياسي الذي سجلته ويلينجتون في العام السابق. وُصف فوز ويلينجتون بأنه "مذهل" و"أكثر سيطرة" من المعتاد. كان 22 رجلاً فقط أسرع من ويلينغتون.

وتعليقًا على سجل ويلينغتون، قالت نيوباي فريزر: 
"لكن ما اكتشفته كان رؤية مدى جديتها في العمل من أجل ذلك... وكان من الواضح أنها كانت في طريقها إلى الحائط. وأنا متأكد من أنها اضطرت إلى ترك القليل من العمل". لقد خرجت بنفسها لإنجاز الأمر. ولم تستغرق لحظة واحدة للاستمتاع حتى تجاوزت الحدود. وكان جزء مني يشعر بالامتنان لذلك. أعرف ما كان عليها فعله للحصول على ذلك وأتمنى أن تدرك أن الأمر ليس بهذه السهولة. أعلم أن الأمر لم يكن بهذه السهولة بالنسبة لها. سباق مثل هذا يأخذ قطعة منها هناك." 
بعد عام مدربها كشف ديف سكوت أنها تعرضت لإصابة في الجزء العلوي من أوتار الركبة وأنه "في أعماقها، كانت تعاني قليلاً في عام 2009." على الرغم من أنها حطمت الرقم القياسي الطويل الأمد للدورة، قال سكوت: "لكنني كنت أعلم، وهي تعلم، وأخبرتها بأسلوبي القاسي والصريح دائمًا، أنها لم تحظ بأفضل أيامها."

#### 2010: حادث دراجة في العام الجديد، عملية جراحية وشفاء
في يوم السبت 2 يناير، أثناء رحلة تدريبية مدتها 5 ساعات في ساري هيلز مع صديقها وصديقين آخرين، سقطت ويلينغتون من دراجتها عندما انزلقت على الجليد الأسود. أصيبت بكسر في كعبرة واثنين من مشط اليد وإصبعين في ذراعها اليمنى ويده. احتاجت إلى إجراء عملية جراحية تحت تخدير عام لإدخال أسلاك (تمت إزالتها لاحقًا) في ذراعها ومعصمها واضطرت إلى ارتداء جبيرة على ذراعها لمدة ستة أسابيع.
لقد حدثت الإصابة من تدريبها بشدة، ولكن بمجرد إزالة الجبيرة أصبحت قادرة على التدرب بشكل مكثف مع صديقتها كاتريونا موريسون بالقرب من أغيلاس في جنوب شرق إسبانيا. اعترفت لاحقًا بأن الحادث كان له نتيجة إيجابية، مما أدى إلى استراحة عقلية وجسدية ومكنها من التركيز على مجالات التحسين الأخرى مثل قوتها وحل مشاكل أوتار الركبة بشكل صحيح، والتي كانت تعيق ركضها.
عادت ويلينجتون إلى المنافسة في 6 يونيو عندما دافعت عن لقبها في بطولة الرجل الحديدي 70.3، كانساس. لقد فازت بزمن قدره 4:07:49، أي أكثر من 16 دقيقة أمام بيب تايلور، لتحتل المركز الحادي عشر في الترتيب العام (العاشر بين الرجال المحترفين).

#### المزيد من الأرقام القياسية العالمية في تحدي روث
في 18 يوليو 2010، دافعت ويلينغتون عن لقبها في ألمانيا في زمن قياسي عالمي جديد لمسافة الرجل الحديدي قدره 8:19:13، لتحتل المركز السابع في الترتيب العام وتحسن رقمها القياسي بأكثر من 12 دقيقة. وبذلك، سجلت رقمًا قياسيًا جديدًا للسيدات في سباق الدراجات وهو 4:36:33، ثم أنهت السباق بزمن "مذهل" 2:48:54 للماراثون.، متغلبة على الرقم القياسي المسجل باسم إيرين بيكر وهو 2:49:53 والذي ظل قائمًا منذ عام 1990. سجل ثلاثة رجال فقط سباقًا أسرع في الماراثون، اثنان منهم أسرع بأقل من دقيقة. هامش فوزها (32:57) على صاحبة المركز الثاني ريبيكا كيت كان أكبر من وقتها (26:37) خلف الرجل الفائز.

بعد هذا السباق، كتب مدربها السابق بريت سوتون: 
"يجب أن يكون عالم الترياتلون مبتهجًا. لأول مرة في رياضة السيدات والمرة الثانية في هذه الرياضة، لديهم بطلة حقيقية وليس مجرد بطلة للرياضة مثلها. أيضًا أبطال على مستوى كيرين بيركنز، أو "إيان ثورب" أو مايكل فيلبس إذا نظرنا إلى السباحة. ألقِ نظرة على الجري، هايلي جبريسيلاسي، بولا رادكليف." وأضاف: "لديك في كريسي شخص يتمتع بتميز رياضي دولي حقيقي لا يطغى عليها أحد في أي رياضة أخرى."

## خيبة الأمل في كونا
في أغسطس، سجلت ويلينغتون رقمًا قياسيًا جديدًا في فوزها الثالث على التوالي في تيمبرمان 70.3، ولكن في اللحظة الأخيرة في يوم بطولة العالم للرجل الحديدي، 9 أكتوبر 2010، قررت عدم بدء السباق بسبب المرض. أصعب قرار في حياتها حتى الآن." أظهرت اختبارات الدم اللاحقة، والتي تضمنت أيضًا مراقبة مكافحة المنشطات، أنها مصابة أو كانت مصابة بالتهاب البلعوم بالعقديات والالتهاب الرئوي الجرثومي وفيروس غرب النيل.

### أول رقم قياسي عالمي رسمي للرجل الحديدي
في 21 نوفمبر، بعد أن سمحت لنفسها بستة أسابيع للتعافي من مرضها، سجلت ويلينغتون رقمًا قياسيًا عالميًا جديدًا لسباق يحمل علامة الرجل الحديدي على مسافة الرجل الحديدي الكاملة في تمبي، أريزونا البالغة 8:36:13. كان وقتها هو ثالث أسرع وقت لمسافة الرجل الحديدي حتى الآن، ولم يتفوق عليه سوى رقمين قياسيين لها في غوت. على الرغم من ركوبها آخر ميلين من مسار الدراجة بإطار مثقوب، فقد حطمت الرقم القياسي السابق للدورة بـ 35 دقيقة، وزمن الوصيفة لينسي كوربن بـ 29 دقيقة. كان وقتها في الماراثون أبطأ بمقدار 4:44 دقيقة فقط من أسرع سباق للرجال، وكان وقت السباحة أبطأ بمقدار 32 ثانية فقط من الفائز بسباق الرجال، تيمو براخت. ونقل المعلق تيموثي كارلسون عن صديق ويلينجتون قوله:
"إنها علامة على البطلة الحقيقية التي يمكنها استعادة نفسها بعد شيء مؤلم مثل انسحابها من هاواي. وبعد ستة أسابيع، كانت جميع المشكلات من هاواي وراءها، واليوم كانت هائلة "، والذي أضاف إليه كارلسون،" ربما كانت الاستثنائية".

### 2011: موسم جديد ورقمان قياسيان عالميان آخران
بعد أن تدربت في ستيلينبوش منذ منتصف فبراير، فازت ويلينجتون بالرجل الحديدي بجنوب أفريقيا في 10 أبريل بزمن قياسي عالمي جديد قدره 8:33:56، مما خفض رقمها القياسي بما يزيد قليلاً عن دقيقتين. لقد احتلت المركز الثامن بشكل عام، بفارق 35 دقيقة تقريبًا عن الوصيفة ريتشل جويس، التي حطمت بدورها الرقم القياسي السابق للدورة بفارق 8 دقائق. لم يقتصر الأمر على قيام ويلينجتون بتسجيل أرقام قياسية جديدة على الدراجة والجري والمسار للسيدات فحسب، بل كان وقت الماراثون الخاص بها وهو 2:52:54 أسرع أيضًا من جميع الرجال.
في يوليو، حطمت ويلينجتون الرقم القياسي العالمي لمسافة الرجل الحديدي في تحدي روث بدقيقة واحدة بالضبط، لتصل إلى 8:18:13. كان وقت الماراثون الذي حققته وهو 2:44:35 رقمًا قياسيًا عالميًا جديدًا أيضًا. انتهى أمامها أربعة رجال فقط، وتمكن رجل واحد فقط، وهو الفائز أندرياس رايليرت، الذي سجل أيضًا رقمًا قياسيًا عالميًا جديدًا، من التغلب على زمن الماراثون الخاص بها.

### تحطم الدراجة والشفاء الجزئي قبل كونا
أثناء رحلة تدريبية روتينية بالقرب من بولدر، تعرض ويلينجتون لحادث خطير بالدراجة يوم السبت 24 سبتمبر، أي قبل أسبوعين بالضبط من بطولة العالم في كونا. أصيبت بطفح جلدي شديد على الطريق (أي ما يعادل حروق من الدرجة الثانية أو الثالثة) على ساقها اليسرى وإصابات في مرفقها الأيسر ووركها. ووصفت ويلينغتون الألم بأنه "شديد"، وهو أسوأ بكثير من الكسور التي عانت منها في وقت سابق من العام، لكن الأشعة السينية لم تظهر أي كسور في العظام. كانت محاولتها الأولى للتدريب بعد الحادث يوم الثلاثاء التالي عندما حاولت السباحة على الرغم من تورم ساقها المصابة. لم تكن قادرة على التعامل مع أكثر من طولين، ووصفت الألم فيما بعد بأنه "مؤلم". كان لا بد من إخراجها من حوض السباحة، وإعطائها عكازين لتمكينها من المشي؛ اضطر صديقها توم لوي ومدربها ديف سكوت إلى إعادتها إلى سيارتها. وكان من المقرر أن تسافر في اليوم التالي، الأربعاء، إلى كونا، لكنها فضلت البقاء في بولدر، بالقرب من الخبراء الذين يعالجونها. وكانت العدوى تسبب لها الحمى والتعرق الليلي، وأدى ألم الورك إلى إزعاج مشيتها أثناء الجري.

بحلول يوم السبت، تراجعت العدوى، وتوجهت إلى كونا. نشرت ويلينغتون يوم الأحد تدوينة أشارت فيها إلى كتاب سون تزو "فن الحرب" وشرحت بالتفصيل كيفية تطبيق استراتيجية الحرب على الترياتلون، قائلة إنها لم تخسر معركتها بسبب إصاباتها واقتبست قول بيلا بايليس بأن "إنه ليس سباقا، إنها حرب." تسببت الرحلة في تورم ساقها مرة أخرى، لكنها كانت لا تزال قادرة على القيام ببعض التدريبات على الدراجة والجري. حاولت يوم الاثنين السباحة لمسافة أربعة كيلومترات، وهي أول سباحة شاقة لها منذ الحادث. أدى ذلك إلى ظهور ألم في عضلة الصدر، والذي تفاقم خلال جلسات التدريب اللاحقة. وفي يوم الثلاثاء حاولت جلسة سباحة أخرى: بعد مسافة كيلومتر واحد، اضطرت إلى التوقف، واضطر لوي إلى إخراجها من حمام السباحة مرة أخرى. وكتبت لاحقًا:
"كنت أبكي في نظارتي الواقية، ووصفت الألم بأنه" لا يطاق"، مضيفة: "كنت مقتنعة بأنني كسرت ضلعي. كان كل نفس يؤلمني ولم أتمكن من تحريك ذراعي بشكل صحيح".
في اليوم السابق، بدأ مايك ليهي في علاج ويلينغتون باستخدام العلاج النشط (ART)؛ أمرها بالذهاب إلى المستشفى لإجراء الفحوصات، لعدم رغبته في مواصلة العلاج المضاد للفيروسات القهقرية إذا كانت المشكلة عبارة عن كسر. كان القلق الأول للمستشفى، من حالة تورم ساقها، هو أنها قد تكون مصابة بانسداد رئوي. أظهرت الاختبارات التي استمرت ست ساعات أنها لم تكن تعاني من كسور ولا أي انسداد، لكنها أصيبت بأضرار في العضلات الصدرية والوربية. وكانت حالة ساقها المصابة بشدة واضحة من الرائحة المروعة عند إزالة الضمادات.
ويلينغتون تحسنت خلال الأيام الثلاثة المتبقية قبل السباق، ويرجع الفضل في ذلك جزئيًا إلى دورة جديدة من المضادات الحيوية، واستمرار العلاج المضاد للفيروسات القهقرية والوخز بالإبر. في العلن، بما يتوافق مع شعارها المتمثل في "لا تعطي أي شيء لخصومك أبدًا"، اعترفت ويلينجتون بما يزيد قليلاً عن الطفح الجلدي على الطريق، لكن الصحفيين في المؤتمر الصحفي قبل السباق كانوا، بشكل صحيح، قادرين على اكتشاف موقف مختلف وأقل ثقة في ويلينجتون قبل السباق.

### استعادة اللقب العالمي
وقد نصحها مدربها بالتقليل من سرعة السباحة، وإلا قد لا تتمكن من إكمال السباق؛ إلى جانب نقص القوة في ذراعها اليسرى، كان ذلك يعني أن السباحة كانت أبطأ بكثير من المعتاد عند 61 دقيقة. وعلى النقيض من سباقاتها السابقة في كونا، حيث هيمنت ويلينجتون على الدراجة، بدأت مرحلة الماراثون مع خمس سيدات لا يزال أمامها. ومع ذلك، كان مصدر قلق ويلينغتون الرئيسي هو ميرندا كارفري، بطلة 2010 التي كانت تتخلف عنها بما يزيد قليلاً عن ثلاث دقائق، والمرأة الوحيدة التي ركضت أسرع منها في هذا المضمار، وهو مصدر قلق بالغ، بالنظر إلى إصابات ويلينغتون.

### أبرز أحداث بطولة العالم 2011
كان وركها يعاني من ألم مستمر أثناء مرحلة الدراجة، ولكن بمجرد أن بدأت في الماراثون، بدأت أوتار الركبة في التشنج أيضًا. وكتبت:
"رأيت عائلتي على مسافة ثلاثة أميال وابتسمت لهم، لكن الألم في داخلي كان لا يطاق". ووصفت الألم أثناء الماراثون بأنه "أسوأ ما عرفته على الإطلاق. قلت لنفسي: "سوف اتألم بشدة"، لأن هذه مجرد البداية".
لقد قطعت النصف الأول من الماراثون في ساعة و22 دقيقة، وهي أسرع سرعة لها على الإطلاق في كونا، مما زاد تقدمها على كارفري إلى خمس دقائق. تباطأ جسدها في الحرارة الشديدة التي تقترب من مختبر الطاقة، حيث تجاوزت كارولين ستيفن لتأخذ الصدارة. عبرت خط النهاية بزمن ماراثوني قدره 2:52:41، وفازت بزمن إجمالي قدره 8:55:08. كان وقتها في الماراثون رقماً قياسياً في الدورة حتى عبرت كارفري الخط في المركز الثاني بعد دقيقتين و49 ثانية، مسجلة بدورها رقماً قياسياً جديداً في دورة الماراثون قدره 2:52:09. كان وقتها الإجمالي في المرتبة الثانية بعد الرقم القياسي للدورة الذي سجلته في عام 2009. بعد السباق، قال مدربها ديف سكوت للصحفي تي جي مورفي
إن ويلينغتون أصيبت "بصدمة نفسية" بسبب آثار إصاباتها، وأنه على الرغم من موقفها "الرواقي"، إلا أن إصاباتها كانت "أسوأ مما كان يتخيله أي منا"، مضيفًا، "لا أعتقد أن كريسي ستقدر إخباري بهذا، لكن هذا مهم." 
وصفت مورفي أدائها بأنه
"ملهم"، لكنها أضافت: "لقد كان أكثر من ذلك. لقد كان الأمر مرعبًا. كانت المشاهدة مرعبة لأنه كان بإمكانك رؤية ويلينغتون وهي تتجه مباشرة إلى المستشفى، دون أن تهتم حرفيًا إلى الحاكم الداخلي لدماغها، الذي وصل بجسم الإنسان عبر ملايين السنين من التطور."

## اعتزال رياضة الترياتلون الاحترافية
تركت ويلينجتون الباب مفتوحًا أمام إمكانية عودتها إلى سباقات الترياتلون، وأعلنت رسميًا في 16 يناير 2012 أنها ستأخذ استراحة لمدة عام من سباقات الرجل الحديدي الاحترافية في عام 2012، من أجل قضاء المزيد من الوقت في المملكة المتحدة مع أصدقائها وعائلتها. و"استكشاف الفرص الجديدة" التي لولا ذلك لم تكن قادرة على القيام بها بالتركيز والتفاني اللازمين. نشأت فرصتان استثنائيتان في عام 2012، وهما الترويج لكتابها "حياة بلا حدود"، ودورة الألعاب الأولمبية في لندن. وستكون أيضًا قادرة على تخصيص المزيد من الوقت لعملها الخيري، ولرفع مكانة رياضة الترياتلون في المملكة المتحدة، وتمثيل الجهات الراعية لها. ومن بين المؤسسات الخيرية التي كانت تأمل في قضاء المزيد من الوقت في دعمها، مؤسسة جين الاستئناف، ومؤسسة بليزمان لمرض التصلب الجانبي الضموري، وتعليم الفتيات في نيبال، ومؤسسة مؤسسة تحدي الرياضيين. بعد أن فاتتها دورة الألعاب الأولمبية لعام 2000 عندما كانت في أستراليا، كانت حريصة على تجربة الألعاب الأولمبية في وطنها بأي صفة، سواء كمتفرجة أو كمتطوعة أو في وسائل الإعلام. في أغسطس انضمت إلى فريق التعليق التلفزيوني في بي بي سي لكل من أحداث الترياتلون الأولمبية للرجال والسيدات.
في 3 ديسمبر، أعلنت ويلينجتون أنها قررت جعل تقاعدها من سباقات الترياتلون الاحترافية دائمًا. أشارت إلى بطولة العالم للرجل الحديدي عام 2011، بالصعوبات الهائلة التي تغلبت عليها في تلك المناسبة، على أنها "سباقها المثالي"، السباق الذي "أكملها". ستستمر في الارتباط بالرياضة، ولكن ليس كمتسابقة محترفة.

## مهنة ما بعد الترياتلون

### باركرون
اكتشفت كريسي ويلينغتون رياضة الباركرون لأول مرة عندما صادفت 300 شخص يصطفون في ريتشموند بارك صباح يوم السبت، وقررت بشكل عفوي المشاركة. في فبراير 2013، انضمت كريسي إلى فريق عمل باركرون كرئيسة للمشاركة.
في 2 مايو 2015، تزوجت ويلينجتون من توم لوي. لديهم ابنة اسمها ازمي.

### ماراثون الرفاق
في يونيو 2019، أكملت كريسي ماراثون الرفاق، وهو أحد أصعب سباقات الماراثون في العالم. احتلت المركز الرابع عشر في الفئة العمرية 40-49 للسيدات.

### التنمية الدولية
قالت كريسي ويلينجتون إن لديها شغفين في الحياة: الرياضة والتنمية. وفي خطاب فوزها في بطولة هاواي للرجل الحديدي لعام 2007، أشارت إلى تجربتها في التدريس في مدرسة بيفر كانتري داي بالقرب من بوسطن، حيث لاحظت لأول مرة الفرق الذي يمكن أن تحدثه الرياضة في حياة الأطفال. ولاحظت أيضًا، من تجربتها في نيبال، كيف يمكن للرياضة أن تجمع المجتمعات المتضررة من النزاع معًا. قال مدربها بريت سوتون في مقابلة:
لقد تجولت لسنوات في جنوب شرق آسيا، وعملت لصالح الأشخاص المحرومين. ولهذا السبب كانت في نيبال. لقد قامت بالفعل هذا العام بإجراء عيادات في تايلاند والفلبين وتقوم الآن برعاية رياضي فلبيني شاب لحضور مجموعتنا لكي يقوم المدرب ببعض السحر. أعتقد أن فوزها قد يكون حافزاً لهذه الرياضة في جنوب شرق آسيا.
لإعطائك نظرة ثاقبة على عقل كريسي ويلينجتون، كان أول حديث لها معي عن وسائل الإعلام والجنون المحيط بها هو "أيها الرئيس، لا أريد أن نغفل ما ناقشناه حول هدفي. أريد أن أكون قادرة على ذلك". "لاستخدام نتيجة الترياتلون الخاصة بي للمساعدة في تطوير البرامج الاجتماعية للأطفال المحرومين في جنوب شرق آسيا. أي راعي لا يعتقد أن هذه أولوية، يمكننا الاستغناء عنها. إذا كلفني ذلك القليل من المال، فأنا مرتاحة لذلك." هذه هي كريسي الحقيقية، الشخص الذي لا يراه الناس خلف الابتسامة البراقة.
كتبت ويلينجتون وهي تتأمل انتصارها بعد ثلاثة أسابيع:
ربما كان أي شخص يعرفني هو الطرف المتلقي لواحدة من تصريحاتي الصاخبة. مثل سجل عالق، وأتجول حول التطوير لأي شخص يتظاهر بالاستماع. إنه شغفي، وقد كان كذلك لفترة طويلة. إن الفقر والصراع والعنف والجريمة والإقصاء وما إلى ذلك ليست من المسلمات. تحدث لسبب ما. لدينا القدرة على تغيير الأشياء. والرياضة هي إحدى الوسائل للقيام بذلك. لديها القدرة على بناء الجسور، والتمكين، والتعليم، والشفاء، وهذا هو ما يجب أن تكون عليه الترياتلون وكل رياضة أخرى. آمل أن أتمكن من المساعدة، ولو بشكل بسيط، في إلهام الناس لممارسة الرياضة وتحقيق أحلامهم وإمكاناتهم الكاملة.

## الجوائز والتكريم
حصلت كريسي ويلينجتون على لقب أفضل رياضية لعام 2009 في صحيفة صنداي تايمز في حفل توزيع الجوائز الذي أقيم في 23 نوفمبر 2009، متقدمة على جيسيكا إينيس وفيكتوريا بندلتون في تصويت عام عبر الإنترنت. عينت عضوة في وسام الإمبراطورية البريطانية (MBE) في حفل عيد ميلاد 2010 لخدمات الترياتلون للرجل الحديدي وترقتت إلى رتبة ضابط في وسام الإمبراطورية البريطانية (OBE) في مرتبة الشرف للعام الجديد 2016 لخدمات الرياضة والأعمال الخيرية. في ديسمبر 2010، بعد أن منحتها الجامعة سابقًا جائزة الإنجاز الرياضي في عام 2007، منحتها جامعة برمنغهام درجة الدكتوراه الفخرية "تقديرًا لعملها في كل من شغفها: الرياضة والتنمية الدولية". نقلاً عن إنجازاتها الرياضية "المذهلة" وترويجها للرياضة لاحقًا باعتبارها "حافزًا لتنمية المجتمع"، منحتها جامعة بريستول درجة الدكتوراه الفخرية في القانون في فبراير 2017.

## النتائج
| التاريح        | المركز | المركز الكلي | الطول (كم) | وقت السباحة | وقت الدراجة | وقت الجري | وقت الأنتقال | الوقتي الكلي |
| -------------- | ------ | ------------ | ---------- | ----------- | ----------- | --------- | ------------ | ------------ |
| 8 أكتوبر 2011  | الأول  |              | 226.3      | 1:01:03     | 4:56:53     | 2:52:41   | 0:04:31      | 8:55:08      |
| 21 أغسطس 2011  | الأول  |              | 113.2      | 0:27:08     | 2:27:51     | 1:18:44   | 0:02:50      | 4:16:33      |
| 10 يوليو 2011  | الأول  | الخامس       | 226.3      | 0:49:49     | 4:40:39     | 2:44:35   | 0:03:13      | 8:18:13      |
| 12 يونيو 2011  | الأول  |              | 113.2      | 0:27:41     | 2:24:09     | 1:16:41   | 0:02:37      | 4:11:08      |
| 10 أبريل 2011  | الأول  | الثامن       | 226.3      | 0:51:40     | 4:45:23     | 2:52:54   | 0:03:59      | 8:33:56      |
| 21 نوفمبر 2010 | الأول  |              | 226.3      | 0:51:56     | 4:47:06     | 2:52:55   | 0:04:16      | 8:36:13      |
| 22 أغسطس 2010  | الأول  |              | 113.2      | 0:25:40     | 2:22:14     | 1:19:06   | 0:03:11      | 4:10:11      |
| 18 يوليو 2010  | الأول  | السابع       | 226.3      | 0:50:28     | 4:36:33     | 2:48:54   | 0:03:21      | 8:19:13      |
| 6 يونيو 2010   | الأول  | ال11         | 113.2      | 0:28:43     | 2:21:16     | 1:15:12   | 0:02:38      | 4:07:49      |
| 10 أكتوبر 2009 | الأول  |              | 226.3      | 0:54:31     | 4:52:06     | 3:03:05   | 0:04:20      | 8:54:02      |
| 23 أغسطس 2009  | الأول  |              | 113.2      | 0:27:22     | 2:19:59     | 1:24:36   | 0:03:14      | 4:15:11      |
| 9 أغسطس 2009   | الثاني |              | 113.2      | 0:28:58     | 2:16:38     | 1:24:54   | 0:01:49      | 4:12:18      |
| 12 يوليو 2009  | الأول  |              | 226.3      | 0:50:28     | 4:40:28     | 2:57:32   | 0:03:33      | 8:31:59      |
| 14 يونيو 2009  | الأول  |              | 113.2      | 0:25:11     | 2:26:51     | 1:20:16   | 0:02:34      | 4:14:52      |
| 17 مايو 2009   | السادس |              | 52.5       | 0:21:43     | 1:16:23     | 0:40:35   |              | 2:18:40      |
| 5 أبريل 2009   | الأول  |              | 226.3      | 0:50:48     | 5:03:01     | 2:59:15   | 0:04:06      | 8:57:10      |
| 11 أكتوبر 2008 | الأول  |              | 226.3      | 0:56:20     | 5:08:16     | 2:57:44   | 0:04:05      | 9:06:23      |
| 31 أغسطس 2008  | الأول  |              | 154.0      | 1:10:05     | 3:03:19     | 1:54:18   | 0:05:04      | 6:12:44      |
| 17 أغسطس 2008  | الأول  | السادس       | 113.2      | 0:26:20     | 2:21:02     | 1:21:42   | 0:02:44      | 4:11:46      |
| 30 يوليو 2008  | الأول  | الثاني       | 139.2      | 0:29:57     | 4:09:05     | 1:36:34   | 0:02:49      | 6:18:25      |
| 6 يوليو 2008   | الأول  |              | 226.3      | 0:48:34     | 4:57:17     | 3:01:44   | 0:03:50      | 8:51:24.7    |
| 27 أبريل 2008  | ال22   |              | 51.5       | 0:21:09     | 0:59:29     | 0:37:44   |              | 1:58:21      |
| 6 أبريل 2008   | الأول  | التاسع       | 226.3      | 0:53:27     | 5:08:34     | 3:01:53   |              | 9:03:55      |
| 2 ديسمبر 2007  | الرابع |              | 68.8       | 0:26:07     | 1:36:27     | 0:45:23   | 0:02:38      | 2:47:57      |
| 13 أكتوبر 2007 | الأول  |              | 226.3      | 0:58:09     | 5:06:15     | 2:59:58   | 0:04:25      | 9:08:45      |
| 2 سبتمبر 2007  | 3rd    |              | 113.2      | 0:28:00     | 2:18:13     | 1:33:05   |              | 4:19:18      |
| 26 أغسطس 2007  | الأول  | السابع       | 226.3      | 0:57:34     | 5:17:03     | 3:28:13   | 0:11:48      | 9:54:37      |
| 1 أغسطس 2007   | الأول  | التاسع       | 139.2      | 0:31:08     | 4:27:11     | 1:41:07   | 0:03:49      | 6:43:15      |
| 15 يوليو 2007  | الخامس |              | 103.0      | 0:41:35     | 2:10:13     | 1:12:14   |              | 4:07:08      |
| 7 يوليو 2007   | الخامس |              | 51.5       | 0:19:29     | 1:11:09     | 0:35:37   |              | 2:06:15      |
| 23 يونيو 2007  | الأول  |              | 51.5       | 0:21:08     | 1:03:57     | 0:34:27   |              | 1:59:33.5    |
| 17 يونيو 2007  | الخامس |              | 113.2      | 0:26:24     | 3:07:43     | 1:25:44   | 0:04:58      | 5:04:45      |
| 2 يونيو 2007   | الأول  |              | 25.25      | 0:10:59     | 0:31:57     | 0:20:30   | 0:04:24      | 1:07:50      |
| 5 مايو 2007    | الأول  |              | 51.5       | 0:18:03     | 1:07:48     | 0:37:48   |              | 2:03:41      |
| 1 أبريل 2007   | الأول  |              | 51.5       | 0:14:39     | 1:00:51     | 0:43:59   |              | 1:59:28      |
| 25 مارس 2007   | الثاني |              | 51.5       |             |             |           |              | 1:55:47      |
| 2 سبتمبر 2006  | الأول  |              | 51.5       | 0:21:57     | 1:08:00     | 0:37:26   | 0:10:11      | 2:17:32      |

## روابط خارجية
- الموقع الرسمي